# Lockheed Saturn
Lockheed Saturn (Model 75) – amerykański samolot pasażerski zaprojektowany i wybudowany w wytwórni Lockheed Corporation. Wybudowano jedynie dwa egzemplarze maszyny.

## Historia
Podczas II wojny światowej w wytwórni Lockheed Corporation obok prac związanych z produkcją wojskową, prowadzono również prace teoretyczne nad przyszłymi samolotami pasażerskimi przeznaczonymi na rynek cywilny. Rozpatrywano projekty maszyn zdolnych przewieźć od czterech do 58 pasażerów. Jednym z rezultatów owych prac był Model 75. Inżynierem prowadzącym był Don Palmer. Zespół konstruktorów pod jego kierownictwem, zaprojektował dwusilnikową maszynę, zdolną przewieźć czternastu pasażerów z myślą o obsłudze niewielkich lotnisk o ubogiej infrastrukturze. Maszyna miała klasyczną konstrukcję, z kadłubem o kwadratowym przekroju w centralnej części, ułatwiającym załadunek bez potrzeby korzystania z lotniskowych urządzeń. Pod koniec 1944 roku wytwórnia miała już wstępne zamówienia na pół tysiąca maszyn. Wybudowano dwa prototypy. Pierwszy z nich napędzany był dwoma silnikami gwiazdowymi Continental GR9-A o mocy 600 KM. Do swojego pierwszego lotu samolot wzbił się 17 czerwca 1946 roku a za jego sterami siedział pilot doświadczalny Lockheeda, Tony LeVier. Problemy z chłodzeniem jednostki Continental zmusiły projektantów do zastąpienia jej silnikami Wright 744C-7BA-1, w które wyposażony był drugi prototyp. Tak zmodyfikowany samolot po raz pierwszy wzbił się w powietrze 8 sierpnia 1947 roku. Próby w locie wykazały, iż samolot ma zadowalające osiągi i poprawnie zachowuje się w powietrzu. Niestety dla konstrukcji, wszystkie wstępne zamówienia zostały anulowane. Rynek cywilnych samolotów pasażerskich opanowały pochodzące z demobilu maszyny Douglas C-47 Skytrain i ich cywilne odpowiedniki Douglas DC-3. Samoloty znane, sprawdzone w eksploatacji a co najważniejsze tanie. Za cenę jednego Saturna można było nabyć cztery C-47. Był to czynnik, który zadecydował o zaprzestaniu dalszych prac nad samolotem. Obydwa zbudowane prototypy zostały zezłomowane w 1948 roku.

## Konstrukcja
Saturn był górnopłatem o całkowicie metalowej konstrukcji. Załoga składała się z dwóch pilotów, maszyna mogła pomieścić czternastu pasażerów. Ciśnieniowy kadłub, trójzespołowe, chowane podwozie z przednim podparciem. Podwozie przednie chowane do wnęki w kadłubie, główne do wnęk w gondolach silnikowych. Usterzenie klasyczne. Samolot napędzany był dwoma silnikami gwiazdowymi Wright 744C-7BA-1.